# CASA C-212
CASA C-212 Aviocar – hiszpański samolot transportowy krótkiego startu i lądowania.
Samolot używany jest zarówno do celów wojskowych, jak i cywilnych. Wykorzystuje się go głównie do przewozu pasażerów i spadochroniarzy, oraz do ratownictwa powietrznego oraz lotów patrolowych.
W 2012 samoloty były używane głównie w Indonezji (70 sztuk), USA (37) i Hiszpanii (26). US Special Operations Command użytkowało 11 samolotów C-212-200 do zadań specjalnych pod oznaczeniem C-41A. IPTN produkowała na licencji wersje NC-212-100/-200/-200 MPA od 1976 roku. Ejército del Aire od 1974 do 1984 odebrało 80 C-212 (oznaczone T.12). Samolot był użytkowany przez siły zbrojne lub formacje rządowe w 32 krajach.
W listopadzie 2012 Airbus Military porozumiał się z PT Dirgantara Indonesia (obecnie Indonesian Aerospace) ws. wspólnego rozwoju i sprzedaży zmodernizowanej wersji C-212-400, pod nazwą NC-212. Seria 400 była oferowana od 1997. W styczniu 2013 dostarczono ostatni C-212-400 wyprodukowany w Hiszpanii, produkcja będzie kontynuowana przez Indonesian Aerospace.

## Wypadki
- 15 października 1986 - CASA C-212-M należąca do Marynarki Chilijskiej zderzyła się z górą 19 kilometrów na południe od miasta Cabildo w regionie Valparaíso. W katastrofie śmierć poniosło 11 żołnierzy Sił Zbrojnych Chile – wszyscy którzy byli na pokładzie[4].